# Livesey
Livesey – civil parish w Anglii, w Lancashire, w dystrykcie Blackburn with Darwen. W 2011 civil parish liczyła 6202 mieszkańców. Livesey było Liveshay w 1246.